# Aquae Granni
Aquae Granni, aujourd'hui Aix-la-Chapelle, est un vicus romain favorisé par la présence de sources thermales avec des thermes réputées.
Il devient un municipium de la province de Germanie inférieure.

## Étymologie

### Les eaux d'Apollon Grannus
Le culte de Grannos, latinisé en Grannus, un dieu solaire comparable à Belenos et, surtout, un important dieu guérisseur et des sources thermales, était particulièrement important dans la région d’Aix-la-Chapelle. Dieu guérisseur, il est considéré comme une équivalence du dieu grec Apollon à l’époque gallo-romaine.
La table de Peutinger précise que dans l'histoire d'Aix-la-Chapelle, de nom de Grannus vient du frère de Néron. De nombreuses preuves archéologiques montrent cependant que le culte de Grannos et donc plus tard d'Apollon Grannus sont à l'origine du nom de la cité, Aquae Granni, les eaux de Grannos, et contredisent l'étymologie médiévale.

### Autres noms latins
Aquis Grana, Aquis Villa, Aquae Grani, Aquae Granni, Aquensis urbs, Aquisgrani, Aquis aut Granum palatium, Palatium aut Granis aquae, Aquae, Aquasgranum, Grani aut Aquense palatium, Aquis.

## Topographie
La chaussée romaine d'Aix-la-Chapelle à Xanten rejoignait la chaussée romaine de Bavay à Cologne à Coriovallum.

## Vicus Aquae Granni
Appelé Aquae Granni, proche des autres thermes romains de Coriovallum sur la chaussée qui se dirige droit vers Colonia Ulpia Traiana aujourd'hui Xanten et ses castrum Vetera I et II, le site fut aménagé avec des thermes sur un espace de 20 hectares qui furent utilisés du Ier au IVe siècle.
Le vicus romain grandit en liaison avec ces thermes selon un plan en damier classique qui suivait celui d’un camp de légionnaires. Un palais était destiné à accueillir le gouverneur de la province de Germanie inférieure ou l’empereur.
Au IVe siècle, la ville et le palais furent détruits par les grandes invasions.
Vers 765, Pépin le Bref fit ériger un palais sur les restes de l’ancien bâtiment romain ; il fit restaurer les thermes et les débarrassa de ses idoles païennes
Les Thermes

Localisation des thermes romain (en rouge) par rapport au palais de Charlemagne

Le complexe thermal, situé au sud-est du vicus, mesurait 20 hectares et comportait plusieurs édifices construits à proximité des sources de Quirinus. Eginhard mentionne une piscine en plein air capable d’accueillir cent nageurs à la fois.
Commerce
Proche d'Aix qui servait de plate-forme commerciale et de base arrière à Colonia Ulpia Traiana, aujourd'hui Xanten, les centres métallurgiques vont se développer pour fournir les armes aux camps de Vetera I et II.
- Schönforst
- Crassiniacum : Stolberg-Gressenich : mine de zinc proche exploitée via probablement la Via Mansuerisca
- Stolberg-Breinigerberg, vicus de mineurs.